# Sara Haden

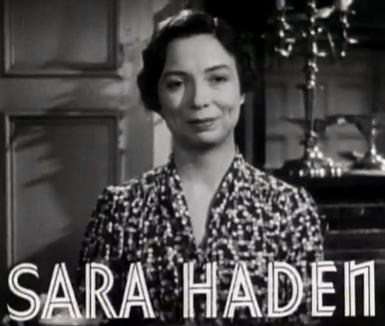
Sara Haden.

Sara Haden, född 17 november 1899 i Galveston, Texas, död 15 september 1981 i Woodland Hills, Kalifornien, var en amerikansk skådespelare. Under 1920-talet spelade Haden på Broadway och 1934 filmdebuterade hon. Sara Haden var sedan kontrakterad av filmbolaget Metro-Goldwyn-Mayer. Haden hade bland annat en återkommande roll som "tant Milly" i filmserien om Andy Hardy.

## Filmografi i urval
- 1934 – Anne på Grönkulla
- 1935 – En läkares samvete
- 1936 – Lilla miljonärskan
- 1936 – Kapten Januari
- 1937 – A Family Affair
- 1940 – Glädjestaden
- 1940 – Den lilla butiken
- 1940 – Andy Hardy och oskulden
- 1941 – Andy Hardy lever livet
- 1941 – Kärlekstokig
- 1941 – En viss mr. Pulham
- 1942 – Årets kvinna
- 1943 – På villovägar
- 1945 – När hjärtat talar
- 1947 – Ängel på prov
- 1950 – The Great Rupert
- 1950 – Mitt liv är mitt eget